# Заринское (Ленинградская область)
Зари́нское — деревня в Копорском сельском поселении Ломоносовского района Ленинградской области.

## История
Упоминается как деревня Sorynscho by в Каргальском погосте (восточной половине) Копорского уезда в шведских «Писцовых книгах Ижорской земли» 1618—1623 годов.
На карте Ингерманландии А. И. Бергенгейма, составленной по шведским материалам 1676 года, она обозначена как деревня Sarinskoi.
На шведской «Генеральной карте провинции Ингерманландии» 1704 года — как Sorinschoi.
Деревня Соринско упомянута на «Географическом чертеже Ижорской земли» Адриана Шонбека 1705 года.
Как деревня Зоринка она обозначена на карте Ингерманландии А. Ростовцева 1727 года.
На карте Санкт-Петербургской губернии Я. Ф. Шмидта 1770 года упоминается деревня Заринско.
На карте Санкт-Петербургской губернии Ф. Ф. Шуберта 1834 года обозначена деревня Зоринская, состоящая из 39 крестьянских дворов.

ЗАРИНСКАЯ — деревня принадлежит статской советнице Юрьевой, число жителей по ревизии: 111 м. п., 100 ж. п. (1838 год)

Согласно карте профессора С. С. Куторги 1852 года деревня называлась Заринская.

ЗАРИНСКАЯ — деревня статской советницы Юрьевой, по просёлочной дороге, число дворов — 60, число душ — 224 м. п. (1856 год)

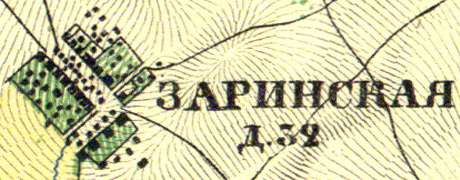
План деревни Заринское. 1860 год

Согласно «Топографической карте частей Санкт-Петербургской и Выборгской губерний» в 1860 году деревня называлась Заринская и насчитывала 32 крестьянских двора.

ЗАРИНСКАЯ — деревня владельческая при колодцах, число дворов — 30, число жителей: 83 м. п., 106 ж. п. (1862 год)

В 1872—1873 годах временнообязанные крестьяне деревни выкупили свои земельные наделы у Д. В. Зиновьева и стали собственниками земли.
В конце XIX веке деревня административно относилась к Копорской волости 2-го стана Петергофского уезда Санкт-Петербургской губернии, в начале XX века — 3-го стана.
С 1917 по 1922 год деревня Заринское входила в состав Ирогощинского сельсовета Копорской волости Петергофского уезда.
С 1922 года в составе Подозванского сельсовета.
С 1923 года в составе Троцкого уезда.
С 1924 года в составе Копорского сельсовета.
Согласно данным переписи населения СССР 1926 года в деревне Заринское проживали 155 человек — большинство русские, а также эстонцы.
С 1927 года в составе Ораниенбаумского района.
С 1928 года в составе Ломаховского сельсовета. В 1928 году население деревни Заринское также составляло 155 человек.

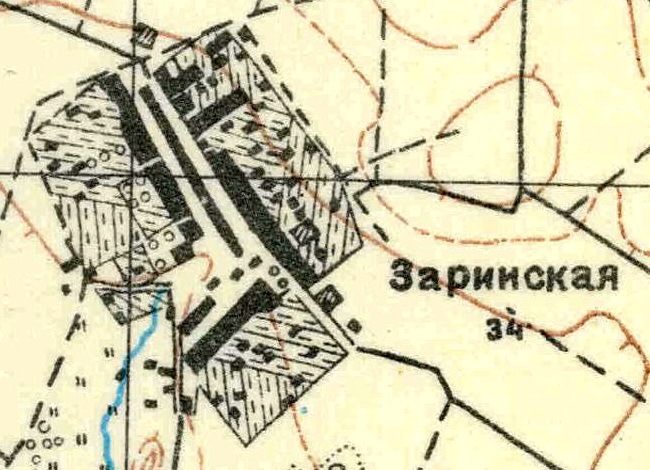
План деревни Заринское. 1930 год

Согласно топографической карте 1930 года деревня называлась Заринская и насчитывала 34 двора.
По данным 1933 года деревня Заринское входила в состав Копорского сельсовета Ораниенбаумского района.
Деревня была освобождена от немецко-фашистских оккупантов 29 января 1944 года.
С 1954 года вновь в составе Копорского сельсовета.
С 1963 года в составе Гатчинского района.
С 1965 года вновь в составе Ломоносовского района. В 1965 году население деревни Заринское составляло 67 человек.
По данным 1966 и 1973 годов деревня называлась Заринская и входила в состав Копорского сельсовета.
По данным 1990 года деревня называлась Заринское и также входила в состав Копорского сельсовета.
В 1997 году в деревне Заринское Копорской волости проживали 9 человек, в 2002 году — 10 человек (все русские), в 2007 году — постоянного населения не было.

## География
Деревня расположена в юго-западной части района на автодороге 41К-008 (Петродворец — Криково), к югу от административного центра поселения, села Копорье.
Расстояние до административного центра поселения — 4 км.
Расстояние до ближайшей железнодорожной станции Копорье — 6 км.

## Демография
| 1838 | 1862 | 1997 | 2002 | 2007 | 2010 | 2017 |
| ---- | ---- | ---- | ---- | ---- | ---- | ---- |
| 211  | ↘189 | ↘9   | ↗10  | ↘0   | ↗8   | ↘4   |